# Elías Tormo
Pour les articles homonymes, voir Tormo.
Elías Tormo y Monzó (né à Albaida le 23 juin 1869 et mort à Madrid le 21 décembre 1957 ) est un critique littéraire, critique d'art, juriste, historien, archéologue et homme politique espagnol. Il est ministre de l'Instruction Publique et des Beaux Arts dans le gouvernement de Dámaso Berenguer.

## Biographie
Titulaire d'un doctorat en Droit (à Valence) et en philosophie (à Madrid), il est professeur de Droit Naturel à l'Université de Saint-Jacques-de-Compostelle, de Théorie littéraire à l'Université de Salamanque et d'Histoire de l'art à l'Université centrale de Madrid, de laquelle il devient le recteur.
Il écrit de nombreux et importants ouvrages et fonde, avec Manuel Gómez-Moreno, la revue Archivo Español de Arte y Arqueología, de laquelle il est directeur.
Membre du Parti conservateur, il est élu député pour le district électoral d'Albaida (province de Valence) en 1903, et y est sénateur à partir de 1905.
Pendant la dictature de Primo de Rivera, il est de nouveau élu député en 1927 et est membre de l'Assemblée nationale constitutive (es). Entre le 24 février 1930 et le 18 février 1931, il devient ministre de l'Instruction Publique et des Beaux Arts du 24 février 1930 au 18 février 1931 dans le gouvernement de Dámaso Berenguer.
Son travail au sein du Patronat est reconnu, et il en devient vice-président, avant de refuser le poste de président, ayant au préalable été élu ministre de l'Instruction publique.
Il se concentre alors sur l'acquisition et la restauration des œuvres d'art. Il présente au Sénat un projet de création d'un corps de restaurateur par province. Il crée en 1930 le Conseil de la Bibliothèque nationale, un organe qui a élu Miguel Artiguas comme directeur de la Bibliothèque nationale d'Espagne.
Pendant la dictature du général Franco il est élu procureur dans les Cours franquistes en 1949 en représentation de l'Académie royale des beaux-arts de San Fernando.
Académicien de l'Académie royale d'histoire, il publie de nombreux ouvrages sur les thèmes de l'art et de l'archéologie.

## Prix et reconnaissance
- Ordre d'Isabelle la Catholique (1920)
- Ordre de Sant'Iago de l'Épée (1941)[7]

## Œuvre
- Treinta y tres retratos en las Descalzas Reales[B 1]
- En las Descalzas Reales de Madrid, los tapices[B 2]
- Las iglesias del antiguo Madrid[B 3]
- Mis confesiones filosóficas[B 4]
- Aranjuez[B 5]
- Las tablas de las iglesias de Játiva[B 6]